# 仁州
仁州（じんしゅう）は、中国にかつて存在した州。
南北朝時代、北斉は徐州より仁州を分割設置した。605年（大業元年）、隋により廃止され、管轄県は再び徐州に統合された。

## 下部行政区画
- 蘄城郡
  - 蘄県
- 穀陽郡
  - 高昌県
  - 臨淮県